# Imabari

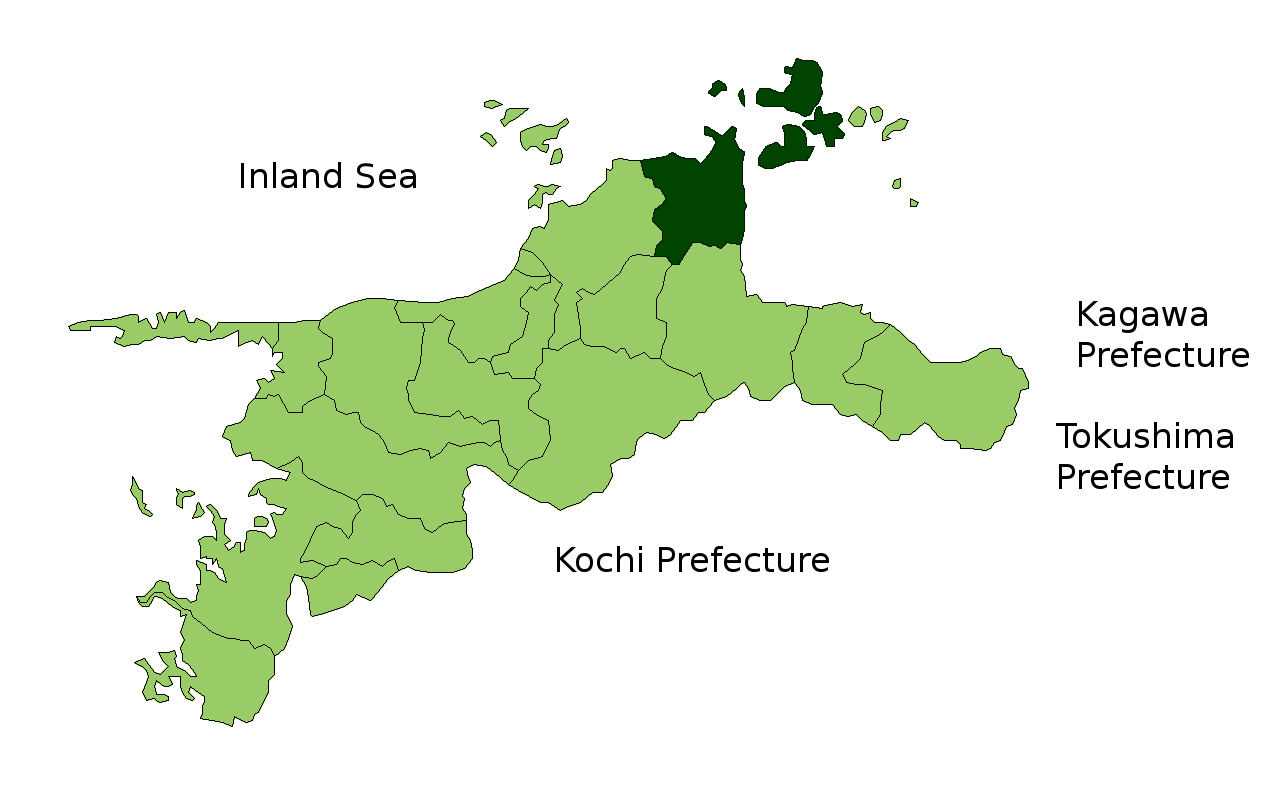

Imabari (今治市 Imabari-shi?) este un municipiu din Japonia, prefectura Ehime.